# ليتو (لاعب كرة قدم من الرأس الأخضر)
كلاوديو زيليتو فونسيكا فيرنانديز أغويار (بالبرتغالية: Claúdio Zélito da Fonseca Aguiar‏) (مواليد 3 فبراير 1975 في بيدرا باديجو) لاعب كرة قدم من الرأس الأخضر دولي يجيد اللعب في خط الهجوم . يلعب حاليا لصالح نادي بورتيمونينزي البرتغالي منذ 2010 .

## روابط خارجية
- ليتو على موقع قاعدة بيانات كرة القدم.إي يو (الإنجليزية)
- ليتو على موقع ناشيونال فوتبول تيمز (الإنجليزية)
- ليتو على موقع Soccerway.com (الإنجليزية)